# Manettia coccinea
Manettia coccinea är en måreväxtart som först beskrevs av Jean Baptiste Christophe Fusée Aublet, och fick sitt nu gällande namn av Carl Ludwig von Willdenow. Manettia coccinea ingår i släktet Manettia och familjen måreväxter. Inga underarter finns listade i Catalogue of Life.